# Robert F. Coleman

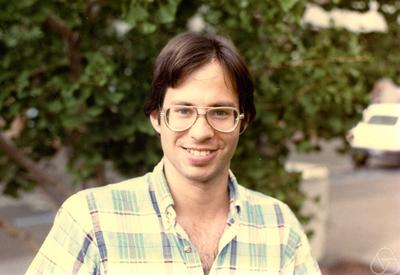
Robert F. Coleman (1983)

Robert Frederick Coleman (* 22. November 1954 in Glen Cove, Long Island, New York; † 24. März 2014) war ein US-amerikanischer Mathematiker, der sich mit Zahlentheorie beschäftigte (p-adische Analyse, arithmetische Geometrie, Modulformen).

## Leben
Coleman gewann als Schüler bei der Intel Science Talent Search (1972). Er studierte an der Harvard University (Bachelor 1976) und der Universität Cambridge (bei John Coates) und wurde 1979 an der Princeton University bei Kenkichi Iwasawa promoviert (Division values in local fields). Als Post-Doktorand war er in Harvard, wo er bei Benjamin Pierce Lecturer und Assistant Professor war. 1983 wurde er Assistant Professor und 1988 Professor an der University of California, Berkeley.
1985 war er Gastprofessor in Harvard und Grenoble, 1988 an der Hebrew University und 1982 an der Universität Paris-Süd.
Coleman entwickelte eine p-adische Integrationstheorie (Coleman-Integral) mit arithmetischen Anwendungen wie dem Studium der Torsionspunkte von Kurven. 1996 erweiterte er die von Jean-Pierre Serre (1973) und Nicholas Katz gegebenen Definitionen p-adischer Modulformen. Mit Barry Mazur führte er 1998 Eigencurve genannte p-adische Kurven ein, die Familien p-adischer Modulformen parametrisieren (von Kevin Buzzard auf Eigenvariety erweitert). 1990 fand und füllte er eine Lücke in Yuri Manins Beweis der Vermutung von Mordell im Funktionenkörperfall.
Von 1985 bis 1987 war er Student des Sloan-Fellow-Programms und 1987 Stipendiat der John D. und Catherine T. MacArthur Foundation.
Er kämpfte rund 30 Jahre gegen seine Erkrankung an Multipler Sklerose.

## Schriften
- Torsion points of curves and p-adic abelian integrals, Annals of Mathematics, Band 121, 1985, S. 111–168
- Ramified torsion points on curves, Duke Math. J., Band 54, 1987, S. 615
- mit Benedict Gross p-adic Heights on Curves, in Coates, Greenberg (Herausgeber) Algebraic Number Theory, Academic Press 1989, S. 73
- p-adic Banach spaces and families of modular forms, Invent. Math., Band 127, 1997, S. 417–479
- Stable maps of curves, Documenta Mathematica, 2003, Extra Volume Kazuya Kato’s Fiftieth Birthday, S. 217
- Classical and overconvergent modular forms, Inv. Math., Band 124, 1996
- mit Barry Mazur: The eigencurve, in: Galois representations in arithmetic algebraic geometry (Durham, 1996), London Math. Soc. Lecture Note Ser., 254, Cambridge University Press 1998, S. 1–113.